# 더 뷰티풀 데이즈 오브 아란후에스
《더 뷰티풀 데이즈 오브 아란후에스》(Les beaux jours d'Aranjuez, The Beautiful Days of Aranjuez)는 독일에서 제작된 빔 벤더스 감독의 2016년 드라마 영화이다. 페터 한트케의 동명의 작품을 각색했으며, 작품의 제목은 프리드리히 실러의 희곡 돈 카를로스의 첫 문장을 인용해 붙여졌다. 레다 카텝 등이 주연으로 출연하였고 파울로 브랑코 등이 제작에 참여하였다.

## 출연

### 주연
- 레다 카텝
- 닉 케이브
- 젠스 하르저

## 기타
- 미술: 티에리 플라망
- 미술: 비르지니 에른반
- 세트: 비르지니 에른반
- 의상: 주디 슈류스버리